# Kallósd
Kallósd ist eine ungarische Gemeinde im Kreis Zalaszentgrót im Komitat Zala.

## Lage und Verkehr
Kallósd liegt im Westen Ungarns, acht Kilometer südlich der Stadt Zalaszentgrót am kleinen Fluss Kallósdi-patak. Gut ein Kilometer östlich des Ortes liegt Barátsziget, ein Ortsteil der Gemeinde Kehidakustány.
Kallósd ist nur über die Nebenstraße Nr. 73208 zu erreichen. Der nächstgelegene Bahnhof befindet sich 12 Kilometer nördlich in Zalabér-Batyk.

## Sehenswürdigkeiten
- Römisch-katholische Rundkirche Szent Anna, südlich des Ortes gelegen
- Römisch-katholische Kapelle Páduai Szent Antal

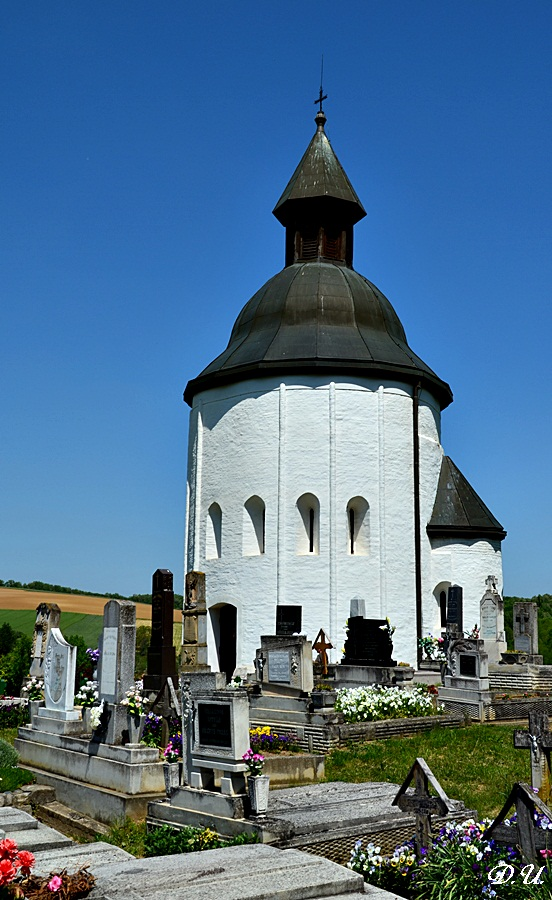
Rundkirche Szent Anna